# Pseudafreutreta biseriata
Pseudafreutreta biseriata är en tvåvingeart som först beskrevs av Mario Bezzi 1924.  Pseudafreutreta biseriata ingår i släktet Pseudafreutreta och familjen borrflugor. Inga underarter finns listade i Catalogue of Life.